# Pável Petrov
Pavel Pávlovich Petrov –en ruso, Павел Павлович Петров– (Leningrado, URSS, 20 de marzo de 1987) es un deportista ruso que compite en piragüismo en la modalidad de aguas tranquilas.
Ganó seis medallas en el Campeonato Mundial de Piragüismo entre los años 2010 y 2021, y cinco medallas en el Campeonato Europeo de Piragüismo entre los años 2010 y 2018.

## Palmarés internacional
| Campeonato Mundial | Campeonato Mundial          | Campeonato Mundial | Campeonato Mundial |
| Año                | Lugar                       | Medalla            | Competición        |
| ------------------ | --------------------------- | ------------------ | ------------------ |
| 2010               | Poznań (Polonia)            | Medalla de bronce  | C2 500 m           |
| 2014               | Moscú (Rusia)               | Medalla de bronce  | C1 5000 m          |
| 2015               | Milán (Italia)              | Medalla de oro     | C2 500 m           |
| 2018               | Montemor-o-Velho (Portugal) | Medalla de oro     | C4 500 m           |
| 2019               | Szeged (Hungría)            | Medalla de oro     | C4 500 m           |
| 2021               | Copenhague (Dinamarca)      | Medalla de bronce  | C4 500 m           |
| Campeonato Europeo |                             |                    |                    |
| Año                | Lugar                       | Medalla            | Competición        |
| 2010               | Corvera (España)            | Medalla de oro     | C4 1000 m          |
| 2014               | Brandeburgo (Alemania)      | Medalla de bronce  | C1 5000 m          |
| 2015               | Račice (República Checa)    | Medalla de plata   | C1 5000 m          |
| 2018               | Belgrado (Serbia)           | Medalla de oro     | C4 500 m           |
| 2018               | Belgrado (Serbia)           | Medalla de plata   | C2 500 m           |